# Раффаеле Фітто
Раффаеле Фітто (італ. Raffaele Fitto; нар. 28 серпня 1969, Мальє, Апулія) — італійський юрист і політик.

## Життєпис
Він є сином Сальваторе Фітто, політика з Християнсько-демократичної партії і президента Апулії з 1985 до своєї смерті у 1988 році.
Фітто вивчав право в університеті ім. Альдо Моро у Барі. Як і його батько, він почав політичну діяльність у лавах християнських демократів. З 1990 року він входив до регіональної ради Апулії. Після розпаду Християнсько-демократичної партії у результаті корупційних скандалів, Фітто приєднався до правоцентристської партії «Вперед, Італія».
У 1995 році він став віце-президентом регіону Апулія, у 1999 був обраний до Європейського парламенту. У 2000–2005 роках Фітто, як і його батько раніше, був президентом Апулії, програвши перевибори кандидату від лівих Нікі Вендола. У 2005 році він був обраний регіональний координатором партії «Вперед, Італія».
У 2006 році Фітто вперше отримав мандат члена Палати депутатів. 8 травня 2008 року Сільвіо Берлусконі довірив йому посаду Міністра у справах регіонів та інтеграції територій у своєму уряді, він обіймав цю посаду до 16 листопада 2011. У 2014 році він був обраний до Європарламенту.
У лютому 2015 Фітто очолив протягом напрям «перебудови» партії «Вперед, Італія» під гаслами політичного оновлення. У зверненні до Берлусконі він заявив, що неможливо залишати на чолі правоцентристських сил Маттео Сальвіні. 19 травня того ж року він оголосив про створення нової правоцентристської партії — асоціації консерваторів і реформістів, чия програма заснована на політиці британського прем'єр-міністра Девіда Кемерона.
Одружений, має двох синів.